# Toresbo (naturreservat)
Toresbo är ett naturreservat i Nybro kommun i Kalmar län.
Området är naturskyddat sedan 1964 och är 3 hektar stort. Reservatet består en blandlövhage med ekar och vid området mot Hagbyån trädlösa strandängar och längst i norr ett område av granskog.